# Esikhawini
Esikhawini is een plaats in de Zuid-Afrikaanse provincie KwaZoeloe-Natal.
Esikhawini telt ongeveer 60.000 inwoners.